# Dieplood

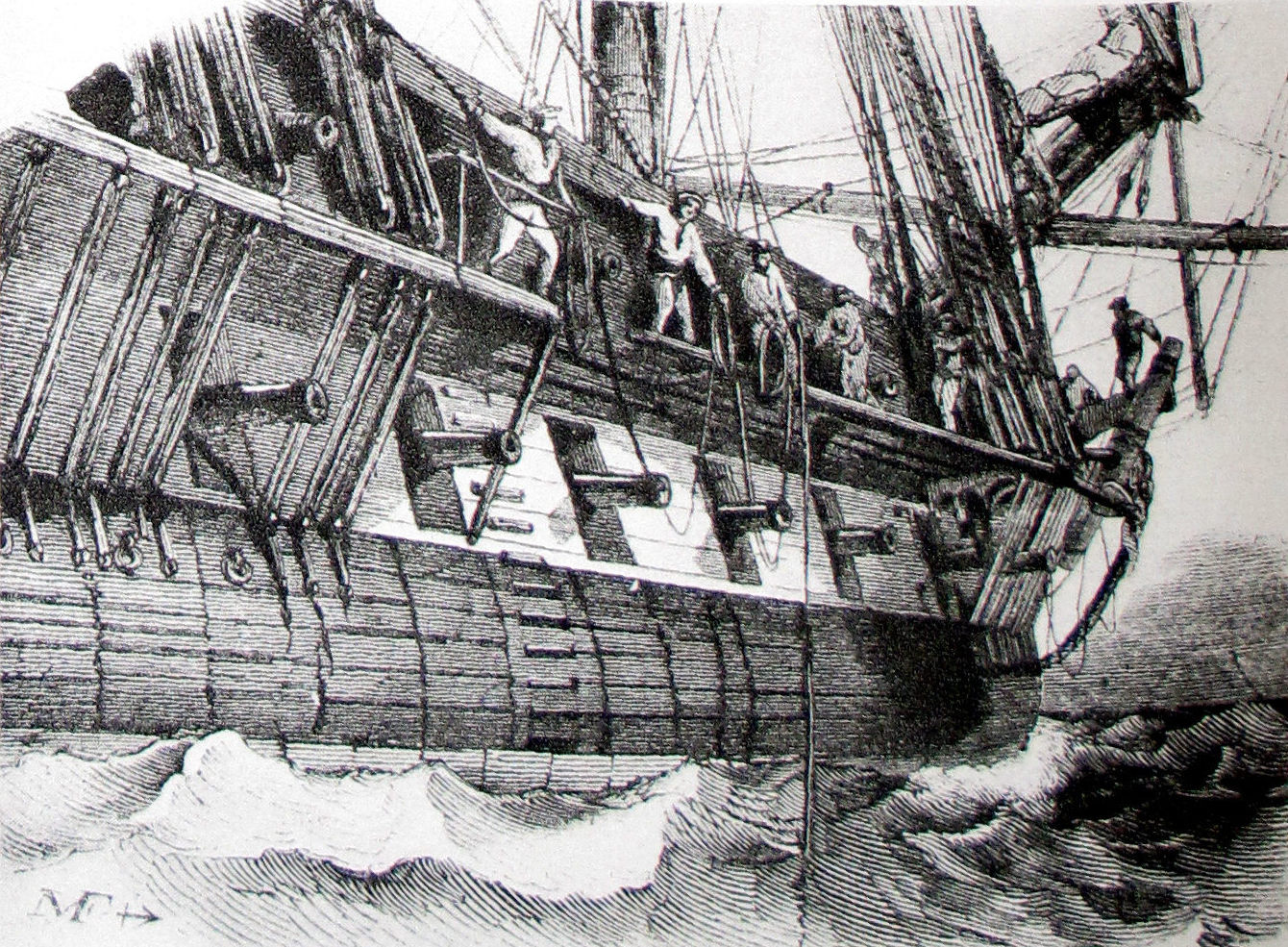
Een dieptepeiling met het dieplood vanaf een 19e-eeuws fregat

Een dieplood of peillood is een in de huidige tijd verouderd instrument dat gebruikt wordt om de diepte van het water en de bodemsoort te bepalen. In de loop van de twintigste eeuw is het echolood er voor in de plaats gekomen.
Een dieplood bestaat uit een touw met een loden cilinder, die een uitsparing heeft aan de onderzijde. Het touw is voorzien van merktekens, die de diepte aangeven. In de uitsparing van de cilinder verzamelt zich bij het raken van de bodem materiaal, dat als grondmonster dient. Schippers met plaatselijke bekendheid kunnen hun positie bepalen uit de combinatie van deze twee gegevens. 
De gemeten waterdiepte noemt men een loding. 
Voor het meten van de waterdiepte op het binnenwater - tot pakweg drie tot vier meter - wordt eerder een slaggaard gebruikt. 